# Campbell Wright
Campbell McRae Wright (ur. 25 maja 2002 w Rotorua) – nowozelandzki biathlonista, od 2023 roku reprezentujący USA, dwukrotny medalista mistrzostw świata.

## Kariera
Pierwszy raz na arenie międzynarodowej pojawił się 15 grudnia 2018 roku w Lenzerheide, gdzie w zawodach juniorskich zajął 94. miejsce w biegu indywidualnym. W 2023 roku wywalczył złoty medal w sprincie na mistrzostwach świata juniorów w Szczuczyńsku. 
W Pucharze Świata zadebiutował 27 listopada 2021 roku w Östersund, gdzie zajął 64. miejsce w biegu indywidualnym. Pierwsze punkty zdobył dzień później, zajmując 40. miejsce w sprincie.
Wystartował na igrzyskach olimpijskich w Pekinie w 2022 roku, plasując się na 32. miejscu w biegu indywidualnym i 75. miejscu w sprincie. Na rozgrywanych trzy lata później mistrzostwach świata w Lenzerheide zdobył dwa medale. Najpierw zajął drugie miejsce w sprincie, plasując się za Norwegiem Johannesem Thingnesem Bø a przed Francuzem Quentinem Fillonem Mailletem. Następnie zdobył srebrny medal w biegu pościgowym, rozdzielając Thingnesa Bø i kolejnego Francuza, Érica Perrota.
Od 2023 roku reprezentuje USA, skąd pochodzą jego rodzice.

## Osiągnięcia

### Zimowe igrzyska olimpijskie
| Rok  | Miejscowość | Konkurencje | Konkurencje | Konkurencje | Konkurencje | Konkurencje | Konkurencje | Konkurencje |
| Rok  | Miejscowość | IN          | SP          | PU          | MS          | RL          | MR          | SR          |
| ---- | ----------- | ----------- | ----------- | ----------- | ----------- | ----------- | ----------- | ----------- |
| 2022 | Pekin       | 32.         | 75.         | –           | –           | –           | –           | nd.         |

### Mistrzostwa świata
| Rok  | Miejscowość | Konkurencje | Konkurencje | Konkurencje | Konkurencje | Konkurencje | Konkurencje | Konkurencje |
| Rok  | Miejscowość | IN          | SP          | PU          | MS          | RL          | MR          | SR          |
| ---- | ----------- | ----------- | ----------- | ----------- | ----------- | ----------- | ----------- | ----------- |
| 2021 | Pokljuka    | –           | 75.         | –           | –           | –           | –           | –           |
| 2023 | Oberhof     | 20.         | 46.         | 45.         | –           | –           | –           | –           |
| 2024 | Nové Město  | 20.         | 11.         | 12.         | 18.         | 5.          | 7.          | –           |
| 2025 | Lenzerheide | 23.         | 2.          | 2.          | 4.          | 9.          | 16.         | –           |

### Mistrzostwa świata juniorów
| Rok  | Miejscowość    | Konkurencje | Konkurencje | Konkurencje | Konkurencje | Konkurencje | Konkurencje | Konkurencje |
| Rok  | Miejscowość    | IN          | SP          | PU          | MS          | RL          | MR          | SR          |
| ---- | -------------- | ----------- | ----------- | ----------- | ----------- | ----------- | ----------- | ----------- |
| 2019 | Osrblie        | 66.         | 86.         | –           | nd.         | –           | nd.         | nd.         |
| 2020 | Lenzerheide    | 42.         | 6.          | 15.         | nd.         | –           | nd.         | nd.         |
| 2021 | Obertilliach   | 18.         | 29.         | 18.         | nd.         | –           | nd.         | nd.         |
| 2022 | Soldier Hollow | 6.          | 14.         | 22.         | nd.         | –           | nd.         | nd.         |
| 2023 | Szczuczyńsk    | 26.         | 1.          | 6.          | nd.         | –           | nd.         | nd.         |

### Puchar Świata

#### Miejsca w klasyfikacji generalnej
| Sezon     | Miejsce |
| --------- | ------- |
| 2021/2022 | 64.     |
| 2022/2023 | 55.     |
| 2023/2024 | 31.     |
| 2024/2025 | 17.     |

#### Miejsca na podium chronologicznie
Wright nie stawał na podium zawodów PŚ.